# Bia nationalpark
Bia nationalpark er en nationalpark i Bia West-distriktet i den vestlige nordlige region af Ghana. Den er også et biosfærereservat med et areal på 563 kvadratkilometer. Den har nogle af Ghanas sidste rester af relativt uberørt skov komplet med dennes fulde mangfoldighed af dyreliv. Nogle af de højeste træer tilbage i Vestafrika findes i parken. Den udgør et dobbelt beskyttelsesområde kaldet Bia nationalpark og Bia Resourcereservat.

## Historie
Bia blev oprettet i 1935 og opkaldt efter Bia-floden, som afvander området. Den blev officielt en nationalpark i 1974. Intensivt landbrug ødelagde meget af den oprindelige vegetation i parken, med siden 1975 har der ikke været aktiviteter som landbrug eller skovhugst. I 1985 blev parken udnævnt til et biosfærereservat og et UNESCO- verdensarvssted.

## Geografi
Bia nationalpark ligger nær grænsen til Elfenbenskysten, der her er Biafloden. Den ligger i overgangszonen mellem fugtige-stedsegrønne og fugtige halvløvskovstyper.  Der er adgang til parken fra Kumasi, gennem Bibiani, Sefwi Wiawso til Sefwi Asempanaye eller Goaso gennem Sankore til Sefwi Asempanaye. Fra Sunyani kan den nås gennem Berekum, Wanfi, Adabokrom og Debiso. Fra Elfenbenskysten kan parken nås gennem Osei Kojokrom og Debiso.

### Dyreliv
Der er omkring 62 pattedyrsarter (herunder 10 primatarter), der er kendt for at leve i parken, og over 189 fuglearter, f.eks. den truede hvidbrystet kalkunhøne, grønhovedet dværgpapegøje, skovhøgeørn. Parken er blevet udpeget som et vigtigt fugleområde (IBA) af BirdLife International, fordi den understøtter betydelige bestande af mange fuglearter. Parken er også det eneste kendte hjem for den nyopdagede firbenart, Agama africana.  Ghanas store beskyttede antilope-skovsamfund bor også i parken.  Skovelefanten og bongoen, som hævdes at være stærkt truet, kan findes der.

## Aktiviteter
Der er vandrestier og vej til skovens parkreservat, hvor man kan se vilde dyr og fugle. Der foretages også økologiske undersøgelser og snegleindsamling i reservatet. Et kultsted kaldet Apaso i parken, tæt på to små damme hævdes at være et helligt sted for besøgende at ofre, og give gaver til guderne.